# Ignacy Ścibor Marchocki
Ignacy Jerzy Ścibor-Marchocki  herbu Ostoja (ur. 1755, zm. 29 września 1827 w Otrokowie) – chorąży trembowelski, komisarz powiatu kamieneckiego. Pan na Jarmolińcach, Otrokowie, Mińkowcach, Przytulii na Podolu, znany z proklamowania na terenie swoich posiadłości niepodległego Księstwa Mińkowieckiego.

## Życiorys
Syn Michała, cześnika bracławskiego i Katarzyny Michałowskiej. Przeprowadził w swoich dobrach wiele reform. Między innymi zniósł pańszczyznę, ustanowił sądownictwo równe dla wszystkich obywateli swojego państwa. Zainicjował również budowę kilku szkół, szpitala, hotelu. Nakazał tytułować siebie „Dux et Redux”. Na terenie swoich dóbr ogłosił powołanie „niepodległego państwa”, gdzie starał się kultywować słowiańskie obyczaje oraz pogańską religię. Nietypowe zjawisko tolerował cesarz Mikołaj I Romanow pomimo złożonego na ten temat donosu. Marchocki posunął się nawet do wyprawienia hucznego pogańskiego pogrzebu swemu prawosławnemu kuzynowi, oficerowi armii rosyjskiej, który zmarł podczas pobytu u niego. Dokonano ciałopalenia na stosie, prochy umieszczono w urnie oraz usypano kurhan. Skandal związany z pogrzebem zakończył istnienie „niepodległego państwa”. 
Jest bohaterem powieści Juliusza Słowackiego Król Ladawy.